# Бамбер, Джейми
Дже́йми Ба́мбер (англ. Jamie Bamber,при рождении англ. Jamie St John Bamber Griffith; род. 3 апреля 1973, Лондон, Англия) — актёр, известный по своим работам в британском цикле телефильмов «Хорнблауэр» (в роли Арчибальда Кеннеди) и фантастическом сериале «Звёздный крейсер „Галактика“» (в роли Ли Адама «Аполло»).

## Биография
Джейми родился в Лондоне в семье ирландки Элизабелы Бамбер и американца Ральфа Гриффита. У Джейми пять братьев и сестра, тоже актриса — Анастасия Гриффит. Благодаря родителям он имеет тройное гражданство — британское, ирландское и американское. Закончил Лондонскую академию музыкального и драматического искусства (англ. LAMDA).

## Личная жизнь
Бамбер женился на актрисе Керри Нортон в 2003 году. У них три дочери: Айла Элизабет Анджела Гриффит (род. в 2003), двойняшки Дарси и Ава (род. в 2004). Керри Нортон появлялась в нескольких эпизодах сериала-ремейка «Звёздный крейсер „Галактика“» в роли фельдшера Лейн Ишей (англ. Layne Ishay).
Джейми — участник общества, защищающего бурых медведей в Канаде; фанат футбольного клуба Тоттенхэм Хотспур (англ. Tottenham Hotspur FC).

## Избранная фильмография
- 1998 — Хорнблауэр: Равные шансы / Hornblower: The Even Chance — гардемарин Арчибальд Кеннеди
- 1999 — Хорнблауэр: Герцогиня и дьявол / Hornblower: The Duchess and the Devil — гардемарин Арчибальд Кеннеди
- 1999 — Лейтенант Хорнблауэр: Раки и лягушатники / Hornblower: The Frogs and the Lobsters — лейтенант Арчибальд Кеннеди
- 1999 — Багряный первоцвет / The Scarlet Pimpernel — лорд Энтони Дьюхёрст
- 2000 — Тайна леди Одли / Lady Audley’s Secret — Джордж Тэлбойс
- 2000 — Убийство Роджера Экройда / The Murder of Roger Ackroyd — Ральф Пейтен
- 2001 — Peak Practice — доктор Мэтт Кендэл
- 2001 — Братья по оружию / Band of Brothers — лейтенант Джек Фоли
- 2001 — Лейтенант Хорнблауэр: Бунт / Hornblower: Mutiny — лейтенант Арчибальд Кеннеди
- 2001 — Хорнблауэр: Воздаяние / Hornblower: Retribution — лейтенант Арчибальд Кеннеди
- 2001 — Тату дьявола / The Devil’s Tattoo (aka Ghost Rig) — Том
- 2002 — Дэниэль Деронда / Daniel Deronda — Ханс Мейрик
- 2002—2003 — Элита спецсназа / Ultimate Force — лейтенант Дэнни «Дотси» Дони
- 2003 — Звёздный крейсер «Галактика»/ Battlestar Galactica (mini-series) — Ли «Аполло» Адама
- 2004—2008 — Звёздный крейсер «Галактика» / Battlestar Galactica — Ли «Аполло» Адама
- 2008 — Пульс 2 / Pulse 2: Afterlife — Стэфен
- 2009 — Закон и Порядок: Великобритания / Law & Order: UK — детектив-сержант Мэтт Девлин
- 2010 — Изгои / Outcasts — Митчелл Хобан
- 2011 — Следствие по телу / Body of Proof — Эйден Уэллс
- 2011 — Доктор Хаус / House — Боб Харрис
- 2012 — Восприятие / Perception — Майкл Хэтэуэй
- 2013 — Понедельник утром / Monday Mornings — Тайлер Уилсон
- 2014 — Дым / The smoke
- 2014 — Джон Доу / John Doe: Vigilante — Джон Доу
- 2016 — Марчелла / Marcella — инспектор Тим Уильямсон
- 2016 --- Деньги / Money --- Джон